# カール・ハインリヒ・メルテンス
カール・ハインリヒ・メルテンス（Karl Heinrich Mertens、1796年5月17日 - 1830年9月18日）はドイツの植物学者である。フョードル・ペトローヴィチ・リトケ（Fyodor Petrovich Litke）が率いたロシアによる当時のロシア領アメリカの探検航海に参加した博物学者の一人である。

## 略歴
ブレーメンに生まれた。父親は植物学者のフランツ・カール・メルテンスである。ナポレオン戦争に参加した後、イギリスにも渡った後、ゲッチンゲン大学で、医学と自然科学を学んだ。1821年からブレーメンで医師として働いた後、1824年にオットー・フォン・コツェブーの探検航海に参加することを望んで、サンクトペテルブルクに移ったが、この航海には参加できなかった。サンクトペテルブルクで医師をして機会を待ち、1826年から行われた、フョードル・ペトローヴィチ・リトケのアラスカなど、当時のロシア領のアメリカ沿岸を調査するための航海に、動物学者のキットリッツ（Heinrich von Kittlitz）、鉱物学者のポステルス（Alexander Filippovich Postels）とともに参加した。1829年まで続けられたこの航海は多くの地理的発見とともに、動物学や植物学の分野でも多くの発見をもたらした。サンクトペテルブルク科学アカデミーの会員に選ばれ、収集した標本の調査を始めるが、1830年夏に再び、リトケのアイスランドへの航海に参加し、航海中にチフスに感染し、サンクトペテルブルクに帰還後死亡した。
アラスカに生息するマツ科の樹木の種、Tsuga mertensiana やクシクラゲ類（有櫛動物）の属名　Mertensia　や科名、Mertensiidae、はメルテンスに献名されている。（ムラサキ科の植物の属名　Mertensia　は父親のフランツ・カール・メルテンスへの献名である。）シベリアのチュクチ半島の岬に名前がつけられている。